# Зайбін (нохія)
Нохія Зайбін (араб. ناحية ذيبين‎‎) — нохія у Сирії, що входить до складу мінтаки Сальхад мухафази Ес-Сувейда. Адміністративний центр — село Зайбін.
До нохії належать такі поселення:
- Зайбін → (Dhibin);
- Бакка → (Bakka);

Нохія Тайбін на мапі мінтака Сальхад

- Умм-аль-Рамман → (Umm al-Rumman);.